# Margaret Edwards Award
Der Margaret A. Edwards Award (kurz auch: Edwards Award) ist ein Literaturpreis, den die American Library Association (ALA) seit 1988 alljährlich an solche Schriftsteller vergibt, die sich mit einem im Einzelnen genannten Korpus von Buchtiteln um die amerikanische Jugendliteratur in herausragender Weise verdient gemacht haben.
Neben dem ALAN Award ist der Edwards Award der bedeutendste Preis, mit dem Jugendbuchautoren in den Vereinigten Staaten für ihr Lebenswerk ausgezeichnet werden können.

## Preisträger
Gemeinsam mit den Preisträgern werden nachfolgend auch die Buchtitel aufgeführt, für die der Preis verliehen wurde.
- 1988 – Susan E. Hinton: The Outsiders (1967), That Was Then This Is Now (1973), Tex (1982), Rumble Fish (1983)
- 1989 – keine Preisverleihung
- 1990 – Richard Peck: Are You in the House Alone? (1976), The Ghost Belonged to Me (1976), Ghosts I Have Been (1977), Father Figure (1978), Secrets of the Shopping Mall (1979), Remembering the Good Times (1985)
- 1991 – Robert Cormier: The Chocolate War (1974), I Am the Cheese (1977), After the First Death (1979)
- 1992 – Lois Duncan: Ransom (1966), I Know What You Did Last Summer (1973), Summer of Fear (1976), Killing Mr. Griffin (1978), Chapters, My Growth as a Writer (1982), The Twisted Window (1987)
- 1993 – M. E. Kerr: Dinky Hocker Shoots Smack! (1972), Gentlehands (1978), Me Me Me Me Me: Not a Novel (1983), Night Kites (1986)
- 1994 – Walter Dean Myers: Hoops (1983), Motown and Didi (1985), Fallen Angels (1988), Scorpions (1988)
- 1995 – Cynthia Voigt: Homecoming (1981), Dicey's Song (1982), A Solitary Blue (1983), Building Blocks (1984), The Runner (1985), Jackaroo (1985), Izzy, Willy-Nilly (1986)
- 1996 – Judy Blume: Forever (1975)
- 1997 – Gary Paulsen: Dancing Carl (1983), Hatchet (1987), The Crossing (1987), The Winter Room (1989), Canyons (1990), Woodsong (1990)
- 1998 – Madeleine L'Engle: Meet the Austins (1960), A Wrinkle In Time (1962), A Swiftly Tilting Planet (1978), A Ring of Endless Light (1980)
- 1999 – Anne McCaffrey: Dragonflight (1968), The Ship Who Sang (1969), Dragonquest (1970), Dragonsong (1976), Dragonsinger (1977), The White Dragon (1978), Dragondrums (1979)
- 2000 – Chris Crutcher: Running Loose (1983), Stotan! (1986), The Crazy Horse Electric Game (1987), Chinese Handcuffs (1989), Athletic Shorts: Six Short Stories (1991), Staying Fat for Sarah Byrnes (1993)
- 2001 – Robert Lipsyte: The Contender (1967), The Brave (1991), The Chief (1993), One Fat Summer (1977)
- 2002 – Paul Zindel: The Effect of Gamma Rays on Man-in-the-Moon Marigolds: A Drama in Two Acts (1965), The Pigman (1968), My Darling, My Hamburger (1969), The Pigman's Legacy (1980), The Pigman & Me (1992)
- 2003 – Nancy Garden: Annie on My Mind (1982)
- 2004 – Ursula K. Le Guin: A Wizard of Earthsea (1968), The Left Hand of Darkness (1969), The Tombs of Atuan (1971), The Farthest Shore (1972), The Beginning Place (1980), Tehanu (1990)
- 2005 – Francesca Lia Block: Weetzie Bat (1989), Witch Baby (1991), Cherokee Bat and the Goat Guys (1992), Missing Angel Juan (1993), Baby Be-Bop (1995)
- 2006 – Jacqueline Woodson: I Hadn't Meant to Tell You This (1994), From the Notebooks of Melanin Sun (1997), If You Come Softly (1998), Lena (1999), Miracle's Boys (2000)
- 2007 – Lois Lowry: The Giver (1993)
- 2008 – Orson Scott Card: Ender's Game (1985), Ender's Shadow (1999)
- 2009 – Laurie Halse Anderson: Speak (1999), Fever, 1793 (2002), Catalyst (2003)
- 2010 – Jim Murphy: The Great Fire (1995), A YOUNG PATRIOT: The American Revolution as Experienced by One Boy (1996), The Long Road to GETTYSBURG (1992), BLIZZARD! The Storm That Changed America (2000), An American Plague: The True and Terrifying Story of the Yellow Fever Epidemic of 1793 (2003)
- 2011 – Terry Pratchett: The Amazing Maurice and His Educated Rodents (2001), The Wee Free Men (2003), A Hat Full of Sky (2004), Going Postal (2004), The Colour of Magic (1983), Guards! Guards! (1989), Equal Rites (1987), Mort (1987), Small Gods (1992)
- 2012 – Susan Cooper:The Dark Is Rising Sequence (1984), Over Sea, Under Stone (1965), The Dark Is Rising (1968), Greenwitch (1974), The Grey King (1975), Silver on the Tree (1977)
- 2013 – Tamora Pierce: The Song of the Lioness, Alanna: The First Adventure (1983), In the Hand of the Goddess (1984), The Woman Who Rides Like a Man (1986), Lioness Rampant (1988), Protector of the Small, First Test (1999), Page (2000), Squire (2001), Lady Knight (2002)
- 2014 – Markus Zusak: The Book Thief (2006), Fighting Ruben Wolfe (2001), Getting the Girl (2001), I Am the Messenger (2002)
- 2015 – Sharon M. Draper: Tears of a Tiger (1994), Forged by Fire (1997), Darkness Before Dawn (2001), Battle of Jericho (2004), Copper Sun (2006), November Blues (2007)
- 2016 – David Levithan: Boy Meets Boy (2003), The Realm of Possibility (2004), Wide Awake (2006), Nick and Norah’s Infinite Playlist (2006), How They Met, and Other Stories (2008), Love is the Higher Law (2009)
- 2017 – Sarah Dessen: Keeping the Moon (1999), Dreamland (2000), This Lullaby (2002), The Truth About Forever (2004), Just Listen (2006), Along for the Ride (2009), What Happened to Goodbye (2011)
- 2018 – Angela Johnson: Toning the Sweep (1993), Heaven (1998), Looking for Red (2002), The First Part Last (2003), Bird (2004), Sweet, Hereafter (2010)
- 2019 – M. T. Anderson: Feed (2002), The Astonishing Life of Octavian Nothing, Traitor to the Nation, Volume 1: The Pox Party (2006), Astonishing Life of Octavian Nothing, Traitor to the Nation, Volume 2: The Kingdom of Waves (2008)
- 2020 – Steve Sheinkin
- 2021 – Kekla Magoon: X: A Novel, How It Went Down, The Rock and the River, Fire in the Streets